# Otanche (ort)
Otanche är en ort i Colombia.   Den ligger i departementet Boyacá, i den centrala delen av landet, 120 km norr om huvudstaden Bogotá. Otanche ligger 1 075 meter över havet och antalet invånare är 3 589.
Terrängen runt Otanche är lite bergig, och sluttar norrut. Runt Otanche är det ganska tätbefolkat, med 75 invånare per kvadratkilometer. Närmaste större samhälle är Muzo, 15,8 km sydost om Otanche. I omgivningarna runt Otanche växer i huvudsak städsegrön lövskog.